# New Amsterdam (Guyana)
Pour les articles homonymes, voir Nouvelle-Amsterdam (homonymie).
New Amsterdam (en français : « Nouvelle-Amsterdam » ; en néerlandais : Nieuw Amsterdam) est une ville du Guyana, située dans la région Berbice Oriental-Courantyne, à l'embouchure du fleuve Berbice. Elle compte environ 33 000 habitants.

## Histoire
Fondée par les Néerlandais, coupée de nombreux canaux, la ville passa aux mains des Anglais en 1814.

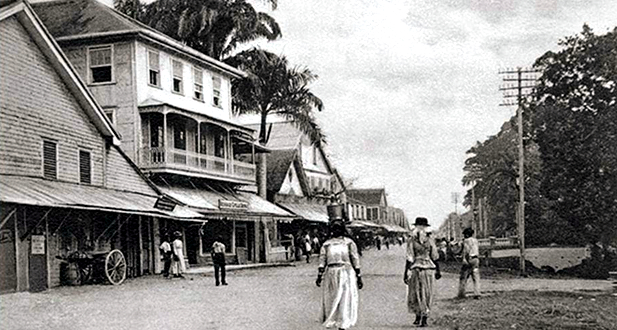
Avant 1900.
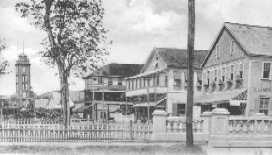
Vue dans les années 1920.
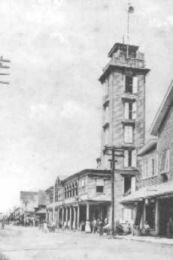
La mairie en 1950.

## Établissements notables
- Prison de New Amsterdam

## Personnalités liées à la ville
- Viola Burnham (1930-2003), femme politique, y est née.
- Edward Luckhoo (1912-1998), gouverneur-général et président par intérim du Guyana.